# Avelino Lopes
Avelino Lopes es un municipio brasileño del estado del Piauí. Se localiza a una latitud 10º08'12" sur y a una longitud 43º56'55" oeste, estando a una altitud de 437 metros. Su población estimada en 2004 era de 10.373 habitantes.

## Geografía
Posee un área de 1198,9 km².

### Carreteras
Avelino Lopes es ligado por la PI-255 que da acceso a Curimatá, Parnagua y Corriente.
Hace también la prolongación de la PI 255 que da acceso al municipio de Colina Cabeza en el Tiempo, con 60 km de extensión.